# Renzo Calegari
Renzo Calegari (Genova, 5 settembre 1933 – Genova, 5 novembre 2017) è stato un fumettista italiano.

## Biografia
Nato nella delegazione genovese di Bolzaneto, dopo gli studi di ragioneria, abbandona per trasferirsi a Milano, seguendo il suo interesse per il disegno.
Dal 1955 entra nello studio di Rinaldo Dami, tramite il quale inizia a collaborare con le Edizioni Araldo. Su testi di Gianluigi Bonelli realizza infatti El Kid e  I tre Bill, e Big Davy. 
Dal 1964, in collaborazione con Gino D'Antonio, Renato Polese ed altri autori contribuisce a Storia del West, lunga saga sulla famiglia MacDonald all'epoca dei coloni statunitensi.
Nel 1969 abbandona temporaneamente il fumetto per seguire il movimento del Sessantotto, per poi tornare negli anni settanta alla sua prima attività, disegnando - per il gruppo Eura Editoriale sulla testata Skorpio - la miniserie Welcome to Springville, scritta da Giancarlo Berardi (ripubblicata poi in tre volumi da L'Isola Trovata e in un libro dell'editore ligure Le Mani).
Collabora inoltre a Orient Express ed a Il Giornalino, settimanale della San Paolo per cui realizza le serie Boone, Caffè degli amici, e Gente di frontiera.
Per la Bonelli Editore, disegna anche una storia di Tex dal titolo La ballata di Zeke Colter, su testi di Claudio Nizzi, che appare sul primo Almanacco del West del 1994. Nel 2004 realizza una doppia storia di Mister No su testi di Michele Masiero. Infine, in coppia ancora con lo sceneggiatore D'Antonio, Bandidos!, sulla collana One Shot, pubblicato nell'estate 2007.
Nel 2012 ha pubblicato Accadde sull'Orient Express, un lavoro cominciato anni prima che era uscito parzialmente a puntate su una rivista di fumetti.
Dal 2014 ha beneficiato di un sostegno vitalizio in applicazione della Legge Bacchelli.